# Anabathmis
Anabathmis es un género de aves paseriformes de la familia Nectariniidae. Sus tres miembros se distribuyen por la selva tropical africana (dos son endémicos de las islas de Santo Tomé y Príncipe). Sus tres especies anteriormente se clasificaban en el género Nectarinia.

## Especies
Se reconocen 3 especies:
- Anabathmis reichenbachii - suimanga de Reichenbach;
- Anabathmis hartlaubii - suimanga de Príncipe;
- Anabathmis newtonii - suimanga de Newton.